# Джейн Даруел
Джейн Даруел (на английски: Jane Darwell) е американска актриса. 

## Биография
Пати Удард е родена на 15 октомври 1879 година в Мариън, Мисури. Баща и Уилям Робърт Удард е президент на Южната железница на Луисвил, майка и Елън Бут Удард. Пати първоначално има намерение да стане циркова ездачка, а по-късно мечтае да бъде оперна певица. Баща ѝ обаче се противопоставя на тези планове за кариера, така че тя прави компромис, като става актриса, сменяйки името си на Даруел, за да избегне негодуванието на фамилията. 

### Кариера
Джейн Даруел участва в повече от 100 филма, заснети за половин век. Запомнена е вероятно с трогателното си представяне на матриарха и лидера на семейство Джоуд във филмовата адаптация на „Гроздовете на гнева“ на Джон Стайнбек. За тази роля получава награда Оскар за най-добра поддържаща женска роля. Извества е и с ролята си на Жената с птиците в музикалния семеен филм на Дисни „Мери Попинс“. 
Има звезда на Холивудската алея на славата.

### Смърт
През последните си години е в лошо здравословно състояние. Умира на 13 август 1967 г. от инфаркт на миокарда на 87-годишна възраст и е погребана в Мемориалния парк Форест Лоун в Глендейл, Калифорния. 

## Избрана филмография
| Година | Филм                | Оригинално заглавие   | Роля             | Режисьор         |
| ------ | ------------------- | --------------------- | ---------------- | ---------------- |
| 1940   | Гроздовете на гнева | The Grapes of Wrath   | Ма Джоуд         | Джон Форд        |
| 1946   | Моя скъпа Клементин | My Darling Clementine | Кейт Нелсън      | Джон Форд        |
| 1948   | 3 Кръстника         | 3 Godfathers          | Мис Флори        | Джон Форд        |
| 1964   | Мери Попинз         | Mary Poppins          | Жената с птиците | Робърт Стивънсън |